# Таланчук, Пётр Михайлович
Пётр Миха́йлович Таланчу́к (укр. Петро Михайлович Таланчук; род. 1 июля 1939, Городище-Косовское, Киевская область) — советский и украинский общественный деятель, доктор технических наук, ректор Киевского политехнического института (1987—1992), первый министр образования Украины (1992—1994). Ныне почётный ректор Национального технического университета Украины «Киевский политехнический институт».

## Биография
Родился в селе Городище-Косовское. В 1957 году, после окончания службы в армии, поступил в ленинградское Военно-морское училище имени Жданова. В 1959 году перевёлся в высшее военно-морское училище имени Фрунзе, где учился на военного журналиста. Однако спустя восемь месяцев военное училище было реорганизовано и он не смог закончить образование по специальности. В 1960 году поступил в Киевский политехнический институт (КПИ), который окончил в 1965 году, будучи уже кандидатом в доктора наук[прояснить].
Проявив успехи в своей научной отрасли (механика и машиностроение) оставлен в КПИ в качестве преподавателя. Впоследствии защитил докторскую диссертацию, стал заведующим кафедрой. Спустя некоторое время назначен проректором, а в 1987—1992 годах ректор КПИ.
Параллельно с наукой занимался также политической деятельностью. В 1989 году избран депутатом в Верховный Совет СССР. Именно он разрешил НРУ провести свой первый съезд 8 сентября 1989 года в стенах КПИ.
В 1991 году зарегистрирован кандидатом в президенты Украины, однако вскоре он снял свою кандидатуру в пользу Леонида Кравчука. В 1992 году назначен первым министром образования Украины. Этот пост занимал до 1994 года. В свою бытность министром образования принимал активное участие в создании Академии педагогических наук Украины.
26 июня 1994 года Пётр Таланчук участвовал в первом туре президентских выборов. На них он занял последнее место из семи, набрав 0,55 % (143 361 голосов).
В 1998—1999 годах принимал активное участие в создании Открытого международного университета развития человека «Украина» для студентов с физическими недостатками. 7 мая 1999 года стал главой этого университета.
Президент гражданской Академии инженерных наук Украины, действительный член Академии педагогических наук Украины, академик четырёх международных академий. Он запатентовал 50 изобретений, написал более 350 научных трудов, среди которых 11 монографий. Награждён многочисленными медалями, орденом Дружбы народов и крестом почёта «За духовное возрождение».